# Tarcău
Tarcău – wieś w Rumunii, w okręgu Neamț, w gminie Tarcău. W 2011 roku liczyła 1666 mieszkańców.